# (466727) 2014 XV36
(466727) 2014 XV36 es un asteroide perteneciente al cinturón de asteroides, descubierto el 3 de diciembre de 2007 por el equipo Spacewatch desde el Observatorio Nacional de Kitt Peak (Arizona, Estados Unidos).